# André Geneste
André Geneste (* 24. Januar 1930 in Le Vernet (Alpes-de-Haute-Provence); † 22. Januar 2015 in Montpellier) war ein französischer Radrennfahrer.

## Sportliche Laufbahn
1952 gewann er das Etappenrennen Circuit des Ardennes vor Elie Marsy, 1960 konnte er die Rundfahrt erneut gewinnen. Ab 1953 fuhr er als Unabhängiger. 1960 wurde er Profi. 1964 siegte er im Circuit du Cantal vor Jean Prat und gewann noch einige kleinere Rennen in Frankreich.
1960 schied er in der Tour de France aus, 1961 wurde er 72. und Letzter im Klassement, er erhielt die inoffizielle Auszeichnung Lanterne Rouge.